# Isone

Val d’Isone, Medeglia. Historisches Luftbild von Werner Friedli (1946)

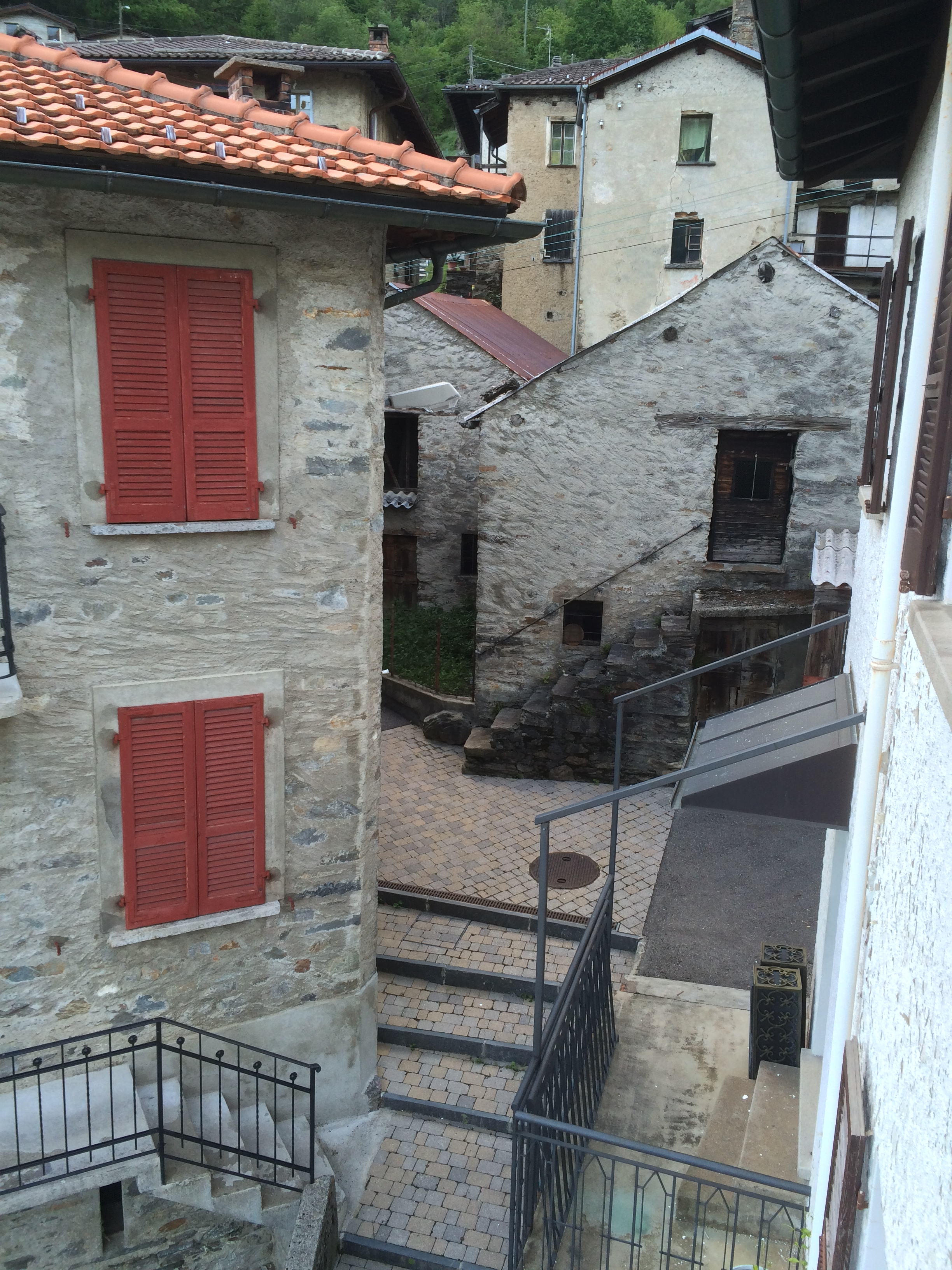
Häuser von Isone

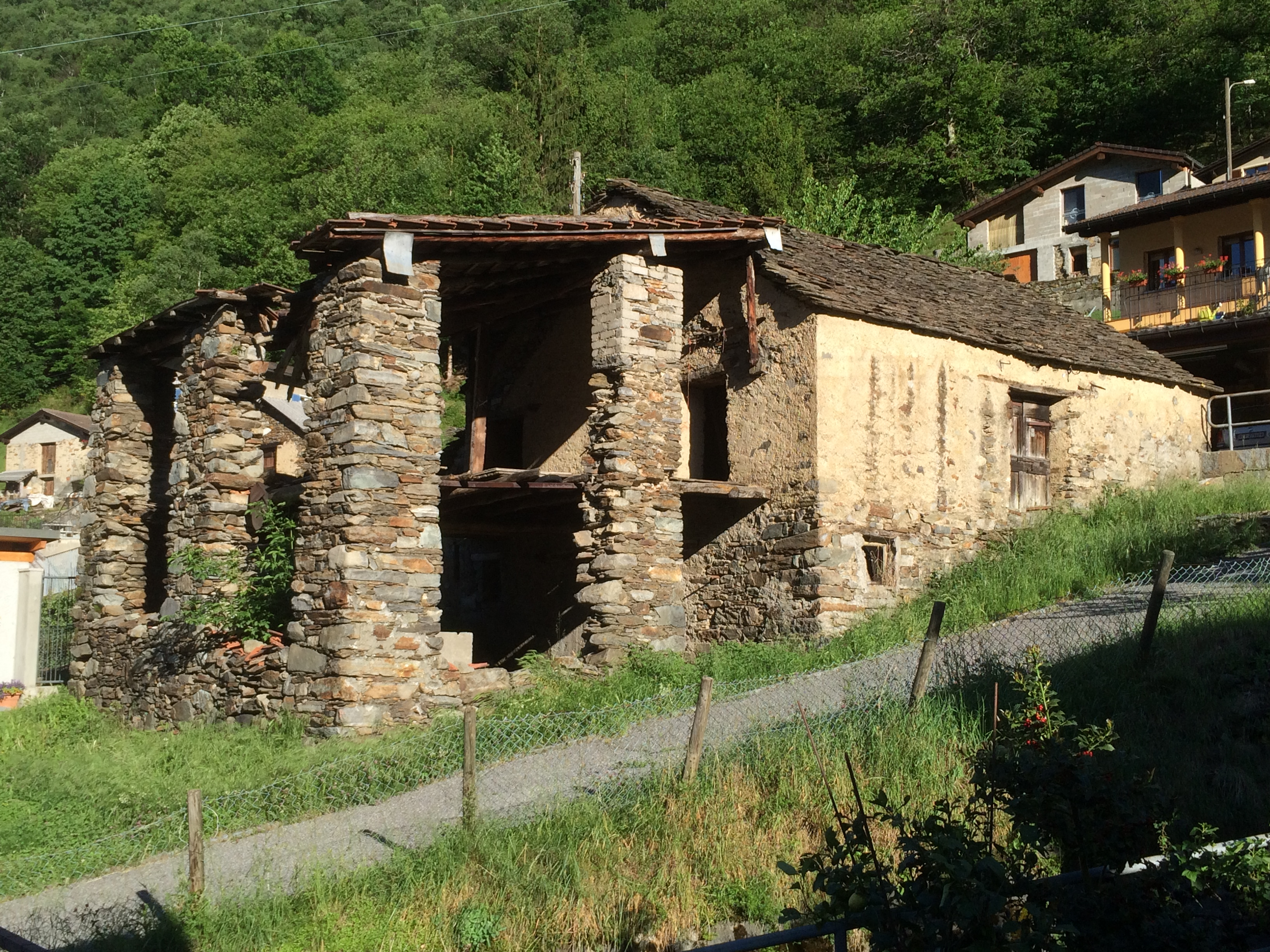
Alte Scheune

Isone (dt. veraltet: Son) ist eine politische Gemeinde im Schweizer Kanton Tessin. Sie gehört zum Bezirk Bellinzona und zum Kreis Sant’Antonino.

## Geographie
Isone ist hauptsächlich durch den Standort der Grenadierschule (heute Ausbildungszentrum Spezialkräfte) der Schweizer Armee bekannt. Die Grenadiere sind eine Truppengattung des Kommandos Spezialkräfte, welche seit 1973 in Isone ausgebildet werden. Vorher fand die Ausbildung in Losone statt.
Isone war der Standort des am 30. Juni 1978 stillgelegten Landessender Monte Ceneri.

## Geschichte
Das Kapitel des Dom zu Como war ab 1296 als Besitzer von Gütern (Weiden) in Isone bezeugt.
Am 25. November 2007 wurde die Fusion der sieben Gemeinden im Vedeggiotal von den Stimmberechtigten von fünf Gemeinden gutgeheissen: Bironico, Camignolo, Medeglia, Rivera und Sigirino hätten sich demnach zur Gemeinde Monteceneri zusammenschliessen müssen. Isone und Mezzovico-Vira lehnten die Fusion ab. In der Folge verzichtete der Staatsrat darauf, dem Grossen Rat eine zwangsweise Fusion der beiden ablehnenden Gemeinden zu beantragen. Monteceneri wird also nur aus den fünf zustimmenden Gemeinden gebildet; Isone bleibt selbstständig. Es bildet auch nach wie vor eine eigenständige Bürgergemeinde.

## Bevölkerung
Einwohnerzahlen: Volkszählungsdaten

## Sehenswürdigkeiten
- Pfarrkirche San Lorenzo, erwähnt 1452[8]
- Drei alte Bauernhäuser mit alten Fresken[8]
- Waffenplatz, erbaut 1969, Architekten: Suter + Suter mit Dekorationen des Malers Carlo Cotti[9], Manuel Pauli (1970) und Fernando Bordoni[8][10]
- Nahkampfdorf (1992/1998), Architekten: Franco Moro, Paolo Moro[8]

## Sport
- Società Atletica Isone-Medeglia[11]
- Associazione Sportiva Isone[12]